# Rodney Alcala
Rodney James Alcala, all'anagrafe Rodrigo Jacques Alcala Buquor (San Antonio, 23 agosto 1943 – Corcoran, 24 luglio 2021), è stato un serial killer statunitense. Condannato a morte in California per cinque omicidi commessi tra il 1977 e il 1979. Ha ricevuto una condanna a 25 anni all'ergastolo per altri due omicidi commessi a New York e fu anche incriminato per un omicidio nel Wyoming, anche se le accuse presentate lì furono ritirate. Sebbene sia stato definitivamente collegato a otto omicidi, il vero numero delle vittime di Alcala rimane sconosciuto e potrebbe arrivare fino a 130.

## Biografia
Nato a San Antonio, dopo una breve parentesi in Messico con la famiglia si trasferì a Los Angeles con la madre, dopo che il padre abbandonò entrambi. Nel 1961 si arruolò nello US Army ma venne congedato dopo alcuni tentativi di diserzione e la diagnosi di disturbi della personalità. La sua attività omicida si svolse tra il 1968 e il 1979, anni in cui commise la maggior parte dei suoi crimini, prima di essere arrestato e condannato.
Il 9 marzo 2010 la giuria emise una sentenza di condanna a morte per l'omicidio di Samsoe Robin e di altre quattro persone. Dopo la sua confessione avvenuta nel 2010 riguardo a cinque omicidi avvenuti negli anni settanta, i mass media americani lo soprannominarono il Dating Game Killer, soprannome che derivava dallo show televisivo americano The Dating Game (conosciuto in Italia con il format il Gioco delle coppie) al quale Alcala partecipò nel 1978.
Rinchiuso nel carcere di San Quintino, in attesa dell'esecuzione capitale, morì il 24 luglio 2021 per cause naturali.

## Gli omicidi
Alcala uccideva le sue vittime colpendole prima con un martello e poi soffocandole in maniera tale da prolungare il più possibile la loro agonia. Sebbene egli sia stato condannato inizialmente per cinque omicidi (diventati poi sette) in California, alcuni inquirenti hanno ipotizzato che il numero totale delle vittime poteva ammontare a 130 e che egli si sia spinto ad uccidere fino a New York. Una stima espressa dalle autorità ammonta a 30-50 omicidi. Paragonandolo al famoso serial killer Ted Bundy, le autorità affermano che le indagini andranno avanti e non escludono che egli possa essere riconosciuto come il più sanguinario serial killer della storia americana.
Alcala infatti nel corso degli anni ha compilato una raccolta di oltre 1 000 fotografie di donne e adolescenti, molte in pose sessualmente esplicite. Nel 2014, è stato accusato dell'omicidio del 1977 di una donna identificata in una delle sue foto. È noto inoltre per aver aggredito un altro soggetto fotografato, e la polizia ha ipotizzato che altri soggetti in foto potrebbero essere stati vittime di stupri o di omicidio.

## Nella cultura di massa
La storia di Alcala è raccontata nel film del 2023  Woman of the Hour diretto da Anna Kendrick.